# José Paolo Guerrero
José Paolo Guerrero Gonzales (Lima, 1 januari 1984) is een Peruviaans voetballer die doorgaans in de aanval speelt. Guerrero debuteerde in oktober 2004 in het Peruviaans voetbalelftal.

## Clubcarrière

### Allianza Lima
Guerrero begon met voetballen bij Alianza Lima.

### Bayern München
In 2003 vertrok Guerrero naar Bayern München en speelde daarvoor aanvankelijk in het reserveteam. In het seizoen 2003/04 debuteerde hij daar in de hoofdmacht, waarmee hij samenspeelde met landgenoot Claudio Pizarro. Guerrero maakte twee seizoenen deel uit van de hoofdmacht, waarin hij met de club twee keer landskampioen werd en ook twee keer de DFB-Pokal won.

### Hamburger SV
In juni 2006 vertrok Guerrero naar Hamburger SV. Daar werd in mei 2010 zijn contract verlengd tot aan de zomer van 2014. Een maand eerder werd hij nog voor vijf wedstrijden geschorst door de Duitse voetbalbond omdat hij een bidon tegen het gezicht van een toeschouwer in het publiek gooide. Daardoor miste Guerrero de laatste fase van de competitie. Daarnaast gaf HSV hem een boete van honderdduizend euro.

### Corinthians
Op 13 juli 2012 vertrok Guerrero naar Corinthians, waarmee hij op 16 december 2012 het FIFA WK voor clubs won door in de finale UEFA Champions League-winnaar Chelsea met 1–0 te verslaan. Guerrero maakte het enige doelpunt. In het Braziliaanse competitieseizoen van 2014 maakte Guerrero twaalf doelpunten in achtentwintig wedstrijden. Corinthians en Guerrero meldden op 27 mei 2015 dat Guerrero de club zou verlaten.

### Flamengo
Op 29 mei 2015 maakte Flamengo bekend dat Guerrero een contract voor drie jaar bij de club uit Rio de Janeiro had getekend. Na de CONMEBOL Copa América zou hij bij de selectie aansluiten.

### Internacional
Op 12 augustus 2018 tekende Guerrero een driejarig contract bij Internacional. Op 26 oktober 2021 werd zijn contract bij de club met wederzijds akkoord ontbonden.

## Interlandcarrière
Paolo Guerrero maakte zijn debuut in het Peruviaans voetbalelftal op 9 oktober 2004 in een kwalificatiewedstrijd voor het wereldkampioenschap voetbal 2006 tegen Bolivia. De wedstrijd eindigde in een 1–0 nederlaag; Guerrero speelde de volledige interland. Op 17 november maakte hij in het Estadio Nacional zijn eerste interlanddoelpunt in wederom een WK-kwalificatieduel, tegen Chili. Jefferson Farfán maakte in de 56ste minuut het eerste doelpunt; vijf minuten voor tijd verdubbelde Guerrero de score (eindstand 2–1). In hetzelfde stadion maakte Guerrero in de volgende interland tegen Ecuador in de eerste minuut al een doelpunt; het Ecuadoraans elftal wist echter terug te komen tot een 2–2 eindstand. Met Peru nam hij in 2007 deel aan zijn eerste interlandtoernooi: in de Copa América speelde hij mee in de groepsfase, die achter Venezuela ten koste van Uruguay en Bolivia overleefd werd. Guerrero speelde in de met 4–0 van Argentinië verloren kwartfinale een klein uur, maar wist niet te scoren.
Guerrero werd op 12 augustus 2008 door de Peruviaanse voetbalbond voor zes interlands geschorst na een scheldpartij tegen de Chileense scheidsrechter Pablo Pozo in het WK-kwalificatieduel tegen Uruguay. In juni 2009 maakte hij zijn rentree in het nationaal elftal. Guerrero leek in mei 2011 zijn tweede Copa América te moeten missen door een knieblessure, maar hij kon toch meedoen, met een succesvol toernooi tot gevolg: in vijf wedstrijden was hij vijfmaal trefzeker. In de troostfinale tegen Venezuela (4–1) maakte Guerrero een hattrick, waarmee hij Peru de derde plaats bezorgde. In 2011, 2012 en 2013 speelde hij in totaal twaalf interlands in het kwalificatietoernooi voor het wereldkampioenschap voetbal 2014 in Brazilië. Hij maakte drie doelpunten, waaronder twee in de eerste kwalificatiewedstrijd op 8 oktober 2011 tegen Paraguay (2–0 winst). Bondscoach Ricardo Gareca nam Guerrero in mei 2015 op in de selectie voor de Copa América 2015 in Chili. In de groepsfase speelde hij alle duels volledig, maar wist hij niet te scoren; Peru plaatste zich wel voor de kwartfinale. In die kwartfinale werd Bolivia op 25 juni met 1–3 verslagen, met Guerrero als maker van alle drie doelpunten aan Peruviaanse kant.
De FIFA legde Guerrero op vrijdag 8 december 2017 een schorsing op van een jaar wegens het gebruik van cocaïne. De aanvoerder van Peruzou daardoor het WK 2018 moeten missen. De 33-jarige aanvaller van Flamengo werd na een WK-kwalificatieduel met Argentinië positief getest. Op 20 december 2017 besloot de FIFA de straf te halveren, waardoor Guerrero toch mee zou kunnen doen aan het WK. De schorsing ging in op 3 november, zodat hij op 3 mei 2018 weer speelgerechtigd was.
| Interlands van José Paolo Guerrero voor Peru | Interlands van José Paolo Guerrero voor Peru | Interlands van José Paolo Guerrero voor Peru | Interlands van José Paolo Guerrero voor Peru | Interlands van José Paolo Guerrero voor Peru | Interlands van José Paolo Guerrero voor Peru |
| №                                            | Datum                                        | Wedstrijd                                    | Uitslag                                      | Competitie                                   | Goals                                        |
| -------------------------------------------- | -------------------------------------------- | -------------------------------------------- | -------------------------------------------- | -------------------------------------------- | -------------------------------------------- |
| 1                                            | 09 Oct 2004                                  | Bolivia – Peru                               | 1–0                                          | WK-kwalificatie                              |                                              |
| 2                                            | 13 Oct 2004                                  | Paraguay – Peru                              | 1–1                                          | WK-kwalificatie                              |                                              |
| 3                                            | 17 Nov 2004                                  | Peru – Chili                                 | 2–1                                          | WK-kwalificatie                              | Goal                                         |
| 4                                            | 30 Mar 2005                                  | Peru – Ecuador                               | 2–2                                          | WK-kwalificatie                              | Goal                                         |
| 5                                            | 04 Jun 2005                                  | Colombia – Peru                              | 5–0                                          | WK-kwalificatie                              |                                              |
| 6                                            | 07 Jun 2005                                  | Peru – Uruguay                               | 0–0                                          | WK-kwalificatie                              |                                              |
| 7                                            | 18 Aug 2005                                  | Peru – Chili                                 | 3–1                                          | Oefeninterland                               | Goal                                         |
| 8                                            | 03 Sep 2005                                  | Venezuela – Peru                             | 4–1                                          | WK-kwalificatie                              |                                              |
| 9                                            | 09 Oct 2005                                  | Argentinië – Peru                            | 2–0                                          | WK-kwalificatie                              |                                              |
| 10                                           | 06 Sep 2006                                  | Ecuador – Peru                               | 1–1                                          | Oefeninterland                               | Goal                                         |
| 11                                           | 07 Oct 2006                                  | Chili – Peru                                 | 3–2                                          | Copa del Pacifico                            | Goal                                         |
| 12                                           | 11 Oct 2006                                  | Peru – Chili                                 | 0–1                                          | Copa del Pacifico                            |                                              |
| 13                                           | 03 Jun 2007                                  | Ecuador – Peru                               | 1–2                                          | Oefeninterland                               |                                              |
| 14                                           | 06 Jun 2007                                  | Ecuador – Peru                               | 2–0                                          | Oefeninterland                               |                                              |
| 15                                           | 26 Jun 2007                                  | Peru – Uruguay                               | 3–0                                          | Copa América                                 | Goal                                         |
| 16                                           | 30 Jun 2007                                  | Venezuela – Peru                             | 2–0                                          | Copa América                                 |                                              |
| 17                                           | 03 Jul 2007                                  | Bolivia – Peru                               | 2–2                                          | Copa América                                 |                                              |
| 18                                           | 08 Jul 2007                                  | Argentinië – Peru                            | 4–0                                          | Copa América                                 |                                              |
| 19                                           | 09 Sep 2007                                  | Peru – Colombia                              | 2–2                                          | Oefeninterland                               | Goal · Goal                                  |
| 20                                           | 12 Sep 2007                                  | Peru – Bolivia                               | 2–0                                          | Oefeninterland                               | Goal                                         |
| 21                                           | 18 Nov 2007                                  | Peru – Brazilië                              | 1–1                                          | WK-kwalificatie                              |                                              |
| 22                                           | 31 May 2008                                  | Spanje – Peru                                | 2–1                                          | Oefeninterland                               |                                              |
| 23                                           | 8 Jun 2008                                   | Peru – Mexico                                | 0–4                                          | Oefeninterland                               |                                              |
| 24                                           | 14 Jun 2008                                  | Peru – Colombia                              | 1–1                                          | WK-kwalificatie                              |                                              |
| 25                                           | 17 Jun 2008                                  | Uruguay – Peru                               | 6–0                                          | WK-kwalificatie                              |                                              |
| 26                                           | 07 Jun 2009                                  | Peru – Ecuador                               | 1–2                                          | WK-kwalificatie                              |                                              |
| 27                                           | 10 Jun 2009                                  | Colombia – Peru                              | 1–0                                          | WK-kwalificatie                              |                                              |
| 28                                           | 09 Sep 2009                                  | Venezuela – Peru                             | 3–1                                          | WK-kwalificatie                              |                                              |
| 29                                           | 29 Mar 2011                                  | Peru – Ecuador                               | 0–0                                          | Oefeninterland                               |                                              |
| 30                                           | 04 Jul 2011                                  | Uruguay – Peru                               | 1–1                                          | Copa América                                 | Goal                                         |
| 31                                           | 08 Jul 2011                                  | Peru – Mexico                                | 1–0                                          | Copa América                                 | Goal                                         |
| 32                                           | 16 Jul 2011                                  | Peru – Colombia                              | 2–0                                          | Copa América                                 | Goal                                         |
| 33                                           | 19 Jul 2011                                  | Peru – Uruguay                               | 0–2                                          | Copa América                                 |                                              |
| 34                                           | 23 Jul 2011                                  | Peru – Venezuela                             | 4–1                                          | Copa América                                 | Goal · Goal · Goal                           |
| 35                                           | 07 Oct 2011                                  | Peru – Paraguay                              | 2–0                                          | WK-kwalificatie                              | Goal · Goal                                  |
| 36                                           | 11 Oct 2011                                  | Chili – Peru                                 | 4–2                                          | WK-kwalificatie                              |                                              |
| 37                                           | 15 Nov 2011                                  | Ecuador – Peru                               | 2–0                                          | WK-kwalificatie                              |                                              |
| 38                                           | 29 Feb 2012                                  | Tunesië – Peru                               | 1–1                                          | Oefeninterland                               |                                              |
| 39                                           | 23 May 2012                                  | Peru – Nigeria                               | 1–0                                          | Oefeninterland                               | Goal                                         |
| 40                                           | 3 Jun 2012                                   | Peru – Colombia                              | 0–1                                          | WK-kwalificatie                              |                                              |
| 41                                           | 10 Jun 2012                                  | Uruguay – Peru                               | 4–2                                          | WK-kwalificatie                              | Goal                                         |
| 42                                           | 15 Aug 2012                                  | Costa Rica – Peru                            | 0–1                                          | Oefeninterland                               |                                              |
| 43                                           | 7 Sep 2012                                   | Peru – Venezuela                             | 2–1                                          | WK-kwalificatie                              |                                              |
| 44                                           | 11 Sep 2012                                  | Peru – Argentinië                            | 1–1                                          | WK-kwalificatie                              |                                              |
| 45                                           | 16 Oct 2012                                  | Paraguay – Peru                              | 1–0                                          | WK-kwalificatie                              |                                              |
| 46                                           | 6 Feb 2013                                   | Trinidad en T. – Peru                        | 0–2                                          | Oefeninterland                               |                                              |
| 47                                           | 7 Jun 2013                                   | Peru – Ecuador                               | 1–0                                          | WK-kwalificatie                              |                                              |
| 48                                           | 11 Jun 2013                                  | Colombia – Peru                              | 2–0                                          | WK-kwalificatie                              |                                              |
| 49                                           | 14 Aug 2013                                  | Zuid-Korea – Peru                            | 0–0                                          | Oefeninterland                               |                                              |
| 50                                           | 6 Sep 2013                                   | Peru – Uruguay                               | 1–2                                          | WK-kwalificatie                              |                                              |
| 51                                           | 10 Sep 2013                                  | Venezuela – Peru                             | 3–2                                          | WK-kwalificatie                              |                                              |
| 52                                           | 04 Sep 2014                                  | Irak – Peru                                  | 0–2                                          | Oefeninterland                               |                                              |
| 53                                           | 09 Sep 2014                                  | Qatar – Peru                                 | 0–2                                          | Oefeninterland                               | Goal                                         |
| 54                                           | 10 Oct 2014                                  | Chili – Peru                                 | 3–0                                          | Oefeninterland                               |                                              |
| 55                                           | 14 Nov 2014                                  | Paraguay – Peru                              | 2–1                                          | Oefeninterland                               | Goal                                         |
| 56                                           | 18 Nov 2014                                  | Peru – Paraguay                              | 2–1                                          | Oefeninterland                               |                                              |
| 57                                           | 03 Jun 2015                                  | Peru – Mexico                                | 1–1                                          | Oefeninterland                               |                                              |
| 58                                           | 14 Jun 2015                                  | Brazilië – Peru                              | 2–1                                          | Copa América                                 |                                              |
| 59                                           | 18 Jun 2015                                  | Peru – Venezuela                             | 1–0                                          | Copa América                                 |                                              |
| 60                                           | 21 Jun 2015                                  | Colombia – Peru                              | 0–0                                          | Copa América                                 |                                              |
| 61                                           | 25 Jun 2015                                  | Bolivia – Peru                               | 1–3                                          | Copa América                                 | Goal · Goal · Goal                           |
| 62                                           | 29 Jun 2015                                  | Chili – Peru                                 | 2–1                                          | Copa América                                 |                                              |
| 63                                           | 03 Jul 2015                                  | Peru – Paraguay                              | 2–0                                          | Copa América                                 | Goal                                         |
| 64                                           | 08 Oct 2015                                  | Colombia – Peru                              | 2–0                                          | WK-kwalificatie                              |                                              |
| 65                                           | 13 Oct 2015                                  | Peru – Chili                                 | 3–4                                          | WK-kwalificatie                              | Goal                                         |
| 66                                           | 13 Nov 2015                                  | Peru – Paraguay                              | 1–0                                          | WK-kwalificatie                              |                                              |
| 67                                           | 17 Nov 2015                                  | Brazilië – Peru                              | 3–0                                          | WK-kwalificatie                              |                                              |
| 68                                           | 24 Mar 2016                                  | Peru – Venezuela                             | 2–2                                          | WK-kwalificatie                              | Goal                                         |
| 69                                           | 29 Mar 2016                                  | Uruguay – Peru                               | 1–0                                          | WK-kwalificatie                              |                                              |
| 70                                           | 04 Jun 2016                                  | Haïti – Peru                                 | 0–1                                          | Copa América                                 | Goal                                         |
| 71                                           | 08 Jun 2016                                  | Ecuador – Peru                               | 2–2                                          | Copa América                                 |                                              |
| 72                                           | 12 Jun 2016                                  | Peru – Brazilië                              | 1–0                                          | Copa América                                 |                                              |
| 73                                           | 17 Jun 2016                                  | Peru – Colombia                              | 0–0                                          | Copa América                                 |                                              |
| 74                                           | 01 Sep 2016                                  | Bolivia – Peru                               | 0–3                                          | WK-kwalificatie                              |                                              |
| 75                                           | 06 Sep 2016                                  | Peru – Ecuador                               | 2–1                                          | WK-kwalificatie                              |                                              |
| 76                                           | 07 Oct 2016                                  | Peru – Argentinië                            | 2–2                                          | WK-kwalificatie                              | Goal                                         |
| 77                                           | 11 Oct 2016                                  | Chili – Peru                                 | 2–1                                          | WK-kwalificatie                              |                                              |
| 78                                           | 10 Nov 2016                                  | Paraguay – Peru                              | 1–4                                          | WK-kwalificatie                              |                                              |
| 79                                           | 15 Nov 2016                                  | Peru – Brazilië                              | 0–2                                          | WK-kwalificatie                              |                                              |
| 80                                           | 24 Mar 2017                                  | Venezuela – Peru                             | 2–2                                          | WK-kwalificatie                              | Goal                                         |
| 81                                           | 29 Mar 2017                                  | Peru – Uruguay                               | 2–1                                          | WK-kwalificatie                              | Goal                                         |
| 82                                           | 08 Jun 2017                                  | Peru – Paraguay                              | 1–0                                          | Oefeninterland                               | Goal                                         |
| 83                                           | 13 Jun 2017                                  | Peru – Jamaica                               | 3–1                                          | Oefeninterland                               | Goal                                         |

## Erelijst
Bayern München
- Bundesliga: 2004/05, 2005/06
- DFB-Pokal: 2004/05, 2005/06

 Hamburger SV
- UEFA Intertoto Cup: 2007

 Corinthians
- Campeonato Paulista: 2013
- CONMEBOL Recopa: 2013
- FIFA Club World Cup: 2012

 Flamengo
- Campeonato Carioca: 2017

 Peru onder 17
- Bolivariaanse Spelen: 2001

Individueel
- CONMEBOL Copa América – Topscorer: 2011, 2015, 2019
- CONMEBOL Copa América – Team van het Toernooi: 2011, 2015, 2019
- FIFA Club World Cup – Bronzen Bal: 2012
- FIFA Club World Cup – Beste Aanvaller: 2012
- Campeonato Paulista – Beste Aanvaller: 2013
- Campeonato Paulista – Team van het Toernooi: 2013
- Campeonato Paulista – Buitenlands Topscorer in de Geschiedenis van Corinthians: 2014
- Campeonato Brasileiro Série A – Team van het Jaar : 2014
- Campeonato Carioca – Team van het Jaar: 2017
- IFFHS CONMEBOL – Team van het Decennium (2011–2020)